# Barriere non tariffarie
Barriere non tariffarie sono regolamentazioni protezionistiche non fiscali del commercio estero il cui scopo  è quello di limitare la circolazione delle merci, ed in particolare, quello di limitare le importazioni. Si tratta di misure di protezione diverse dalle tariffe, che hanno lo scopo di ridurre le importazioni. Possono consistere in restrizioni quantitative o in regole, applicate in modo tale da rendere impossibile, difficile o particolarmente costoso il loro recepimento o rispetto da parte dei produttori stranieri. Esempi: contingentamenti (restrizioni quantitative stabilite da un paese all'importazione di un determinato bene in un determinato periodo di tempo), embarghi,  licenze, barriere tecniche di standard, come le regole fitosanitarie, dazi antidumping, le regole d'origine.
In questo caso le restrizioni del commercio estero dipendono di ostacoli di varia natura (tecnica, amministrativa, legislativa ecc) che impediscono la libera entrata delle merci nel paese.